# كرايلسهايم
كريلزهايم (بالألمانية: Crailsheim) هي Grosse Kreisstadt، مدينة وبلدة ألمانية تقع في ألمانيا في Regierungsbezirk Stuttgart.

## المدن التوأمة
مدن ورثينغتون (مينيسوتا)، بامييه، Jurbarkas وBiłgoraj هي مدن توأمة لـكريلزهايم.

## أعلام
- سابين ماير
- جيرهارد هيرم
- كورت شنايدر
- فولفغانغ ماير